# Sprachsystem
Sprachsystem ist die Menge von sprachlichen Einheiten und Regeln, die eine beliebige Sprache ausmachen und Voraussetzung dafür sind, dass man sich in dieser Sprache ausdrücken und verständigen kann. Man muss also unterscheiden zwischen dem Sprachsystem einerseits (langue) und der Verwendung dieses Systems (parole), bei jeder Art sprachlicher Kommunikation andererseits. Ganz grob kann man sagen, dass das Sprachsystem aus dem Wortschatz einer Sprache, ihrem Lautsystem und ihrer Grammatik besteht. Als Gegenbegriff zum Sprachsystem wird der Sprachgebrauch (oder seltener die Sprachverwendung) angesehen. 

## Ein Beispiel
Einen Satz wie: „Sprache ist ein ziemlich komplexes Gebilde“ kann man als Sprecher nur bilden und als Hörer nur verstehen, wenn beide Gesprächspartner große Teile des Wortschatzes und der lautlichen und grammatischen Regeln miteinander teilen, d. h. wenn das Sprachsystem, das sie nutzen, weitgehend übereinstimmt. Das Sprachsystem ist damit ein Schatz sprachlichen Wissens, den die Kommunikationspartner aktivieren, wenn sie sich verständigen wollen. Dieses Wissen ist jedoch meist unbewusst; nur wenige sind in der Lage zu sagen, welchen Regeln sie folgen, wenn sie einen Satz wie den genannten verwenden. Es ist nicht direkt beobachtbar; man kann aus den Äußerungen der Sprachteilhaber nur indirekt darauf schließen, welche Regeln sie befolgt haben könnten und dann überlegen, wie man sie am besten beschreibt.

## Struktur des Sprachsystems
Die Vorstellung davon, wie das Sprachsystem aufgebaut ist, hängt davon ab, welcher Sprach- oder Grammatiktheorie man anhängt. Sicher kann man aber folgende Annahmen über die Bestandteile des Sprachsystems machen:
- Es gibt sprachliche Einheiten, die hierarchisch organisiert sind und von den kleinsten Einheiten, den Lauten, über die Phoneme, Morpheme, Wörter, Satzglieder, Teilsätze bis zu den Texten und womöglich bis zu den Diskursen reichen.
- In dieser Hierarchie haben die Einheiten von den Morphemen an zusätzlich zu ihrer Form noch eine grammatische oder lexikalische Bedeutung.
- Auf jeder Ebene der Hierarchie gibt es Regeln, die bestimmen, welche Stellungen und Kombinationen von Einheiten erlaubt sind und welche nicht. Dies gilt sowohl für die sprachlichen Formen als auch für ihre Bedeutungen.

## Wandel des Sprachsystems
Jede Sprache, die von einer Sprachgemeinschaft verwendet wird, befindet sich in ständigem Wandel. Am auffälligsten ist dieser Wandel im Bereich des Wortschatzes, in dem immerfort Wörter verloren gehen oder neue Wörter hinzukommen, sei es selten durch Neuschöpfung oder häufig durch Wortbildung oder Entlehnung aus anderen Sprachen. Weniger auffällig sind die Veränderungen grammatischer oder lautlicher Regeln, die jedoch ebenfalls ständig stattfinden. Für die Veränderung des Wortschatzes kann man derzeit auf die starke Ausbreitung der Fachausdrücke im Bereich der Informatik seit der Mitte des 20. Jahrhunderts hinweisen; für die Veränderung der grammatischen Regeln etwa darauf, dass die Kasus, die von Präpositionen abhängig sind, sich ändern wie z. B. bei wegen, das seit längerem nicht mehr nur mit dem Genitiv, sondern auch mit dem Dativ verbunden werden kann.

## Probleme mit dem Begriff des Sprachsystems
Der Sprachwandel führt dazu, dass immer wieder alte Regeln oder Einheiten mit neuen Erscheinungen eine Zeitlang konkurrieren, also gleichzeitig verwendet werden. In solchen Fällen hat man eine Wahl zwischen älteren und neueren Ausdrucksmöglichkeiten. Dies kann den Eindruck erwecken, dass Sprachen eben nicht streng durchorganisierte Systeme sind. Daher ist manchmal vom systemartigen Bau der Sprachen die Rede, von der Sprache als einem Systemoid.